# Omar Moawad
Omar Sayed Moawad  (Ismailía, 1 de enero de 2006) es un futbolista egipcio que juega en la demarcación de extremo para el Al-Ahly de la Premier League de Egipto.

## Trayectoria
Con 18 años, fue fichado por el Real Betis para su equipo juvenil de División de Honor, aunque con la vista puesta en promocionar al Betis Deportivo a corto plazo, fue captado por Miguel Calzado, director de la cantera verdiblanca, en la Copa de África sub-20.
En el verano de 2023, entre el 14 de julio y el 14 de agosto, estuvo a prueba durante un mes en el Betis Deportivo, con el que disputó varios partidos amistosos. Sin embargo, en plenas negociaciones sufrió una rotura del ligamento cruzado anterior, lo que hizo que el fichaje quedara aplazado y el futbolista renovase con el Al-Ahly.
El anuncio del fichaje de Moawad por el Betis no lo ha realizado el propio club, sino su agencia de representación -Más que Fútbol Sports Manegement-, que lo ha publicado en sus redes sociales con vídeo incluido y con el jugador vistiendo ya la camiseta del Betis. El fichaje se pospone hasta enero, ya que el jugador, que nació en 2006, acaba de cumplir los 18 años, de modo que su traspaso era más dificultoso debido a la normativa de la FIFA para los movimientos con menores de edad.

## Vida personal
Es hijo de Sayed Moawad, que hizo carrera en el Al-Ahly y fue 79 veces internacional con la selección de Egipto como lateral izquierdo. Incluso llegó a jugar en el Trabzonspor turco durante cuatro meses, aunque solo disputó cuatro partidos. Fue tres veces campeón de África de clubes y otras dos de selecciones, disputando otras tres ocasiones el Mundial de Clubes. Actualmente es comentarista futbolístico en varias televisiones egipcias.